# Vattenkronduva
Vattenkronduva (Goura sclaterii) är en fågel i familjen duvor inom ordningen duvfåglar.

## Utseende och läte
Vattenkronduva är liksom alla kronduvor en blågrå mycket stor marklevande duva med en solfjäderformad tofs, denna art med en kroppslängd på hela 66–73 cm. Tofsen är otecknat ljusgrå och undersidan djupt rödbrun från strupe till stjärt. Större kronduva, som den tidigare behandlades som en del av, har grått på strupen men är istället rödbrun på nedre delen av buken där sclaterkronduvan är grå. Liknande solfjäderskronduvan har vit spets på tofsen och mindre utbrett rödbrunt på nedre delen av bröstet, medan blå kronduva har helt ljusgrå undersida och rödbrunt på mantel och vingtäckare. Lätena som hörs i födosökande flockar består av dämpande men ekande dån.

## Utbredning och systematik
Fågeln återfinns på södra Nya Guinea. Den behandlas som monotypisk, det vill säga att den inte delas in i några underarter. Tidigare betraktades som underart till Goura scheepmakeri och vissa gör det fortfarande.

## Status
Vattenkronduva är en fåtalig art som tros minska i antal till följd av avskogning, möjligen också hårt jakttryck. Internationella naturvårdsunionen IUCN kategoriserar den som nära hotad.

## Namn
Fågelns vetenskapliga artnamn hedrar Philip Lutley Sclater (1829-1913), engelsk ornitolog och samlare av specimen. Tidigare kallades den sclaterkronduva även på svenska, men justerades 2023 till ett enklare och mer informativt namn av BirdLife Sveriges taxonomikommitté.